# 玛哈丝维塔·黛维
玛哈丝维塔·黛维（Môhashsheta Debi，1926年1月14日—2016年7月28日），是一位印度社会活动家和作家。

## 生平
玛哈丝维塔·黛维1926年生于达卡的一个印度教婆罗门家庭。她的父亲Manish Ghatak是Kallol时期的一位著名诗人和小说家，笔名Jubanashwa，母亲Dharitri Devi是一位作家和社会工作者。
她最初在达卡上学，印度分裂后移居印度西孟加拉邦。她进入泰戈尔创办的維斯瓦·巴拉蒂大學（位于桑蒂尼盖登）就读，拿到英文学士学位，后来在加尔各答大学拿到英文硕士学位。后来她嫁给了印度人民戏剧联盟的创建者之一比琼·巴塔查里亚，1948年产下一子纳巴伦·巴塔查里亚，1959年与其夫离婚。